# Halserspitze
Halserspitze är en bergstopp i Österrike.   Den ligger i distriktet Kufstein och förbundslandet Tyrolen, i den västra delen av landet, 400 km väster om huvudstaden Wien. Toppen på Halserspitze är 1 862 meter över havet, eller 481 meter över den omgivande terrängen. Bredden vid basen är 9,8 km.
Terrängen runt Halserspitze är varierad. Närmaste större samhälle är Kramsach, 17,0 km söder om Halserspitze. 
I omgivningarna runt Halserspitze växer i huvudsak blandskog. Runt Halserspitze är det ganska tätbefolkat, med 100 invånare per kvadratkilometer.